# Emma Randall
Emma Randall (nacida el 5 de junio de 1985 en Melbourne, Australia) es una jugadora de baloncesto australiana. Ha conseguido 2 medallas en competiciones internacionales con Australia, entre Mundiales y Juegos Olímpicos.